# 童顔
| ウィキペディアには「童顔」という見出しの百科事典記事はありません（タイトルに「童顔」を含むページの一覧/「童顔」で始まるページの一覧）。 代わりにウィクショナリーのページ「童顔」が役に立つかもしれません。 |